# 星座

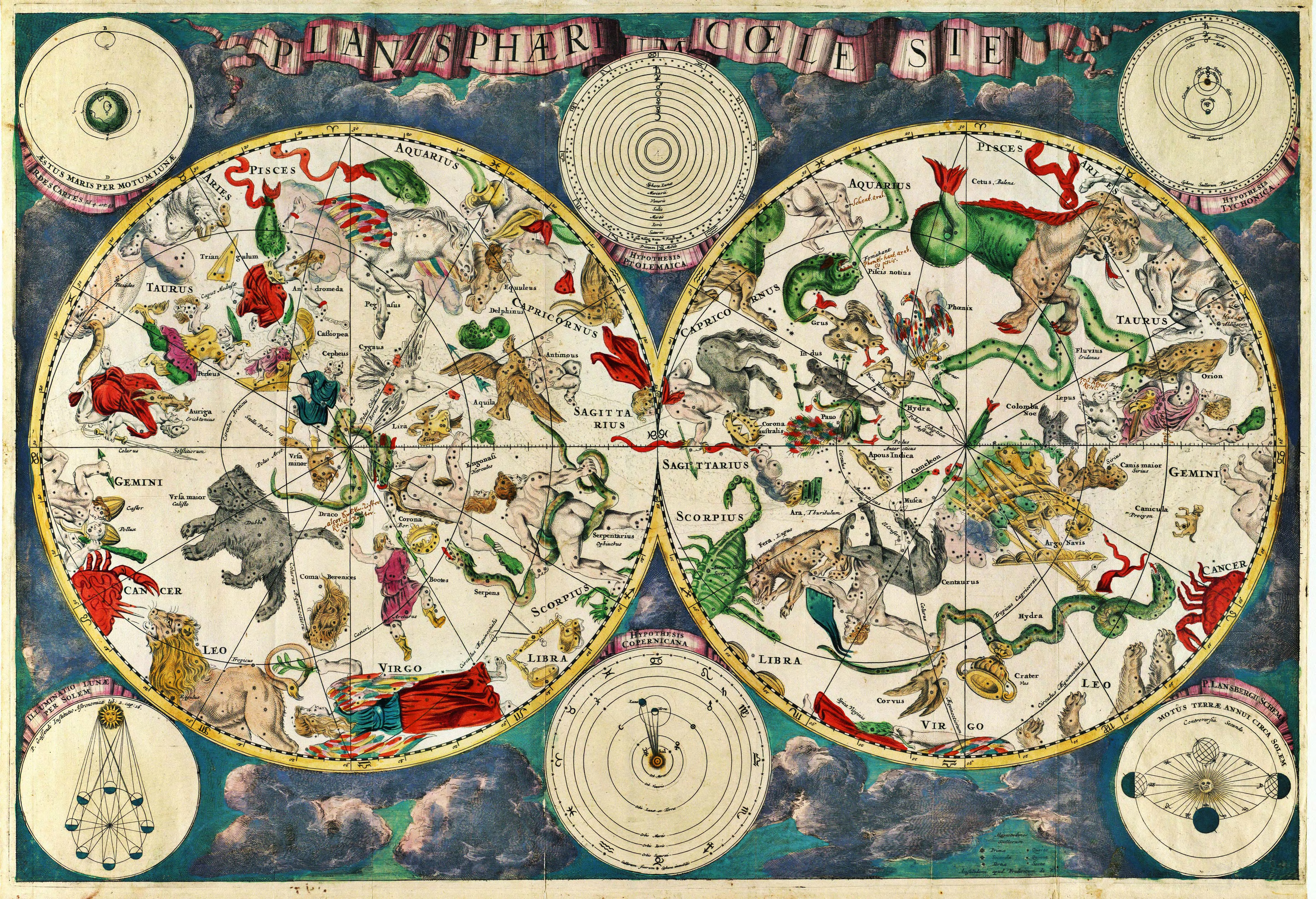
弗雷德里克·德·威特在1670年绘制的星座图

星座是指天上一群群的恒星组合。自从古代以来，人类便把三五成群的恒星与他们神话中的人物或器具联系起来，這些迷思的綜合称之为“星座”。星座几乎是所有文明中确定天空方位的手段，在航海领域应用颇广。对星座的划分完全是人为的，不同的文明对于其划分和命名都不尽相同。星座一直没有统一规定的精确边界，直到1930年，國際天文學聯合會为了统一繁杂的星座划分，用精確的邊界把天空分為88個正式的星座，使天空多数恆星都屬於某一特定星座。這些正式的星座大多都以中世紀傳下來的古希臘傳統星座為基礎。与此相对地，有一些广泛流传但是沒有被认可为正式星座的星星的组合叫做星群，例如北斗七星（参见恒星统称列表）。
在三維的宇宙中，這些恆星其實相互間不一定有實際關係，就算其在天球這一個球殼面上的位置相近，它们實際之间可能相距很远。如果我们身处银河中另一太阳系，我们看到的星空将会完全不同。自古以來，人们对于恆星的排列和形狀很感興趣，並很自然地把一些位置相近的星聯繫起來組成星座。

## 星座的意义和应用
恒星或星座的起落在古代常常用于导航和时间的确定。古埃及通过观测天狼星的偕日升来确定一年的开始；在有些地区，通过恒星观测确定方位的古老技术仍有保存。星座及其本身代表的文学意象也常常出现在文人墨客的作品当中。
虽然星座的重要性在现代已经相对降低，但是对于夜空爱好者来说，星座并没有失去它的魅力。通过其引人入胜的传说，星座在天文学普及方面起到了极其重要的作用。每当发生显著的重大天象时，天文学家、科普工作者和媒体总会在社会上，特别是年轻人之间掀起一股天文学热潮。

## 星座的起源

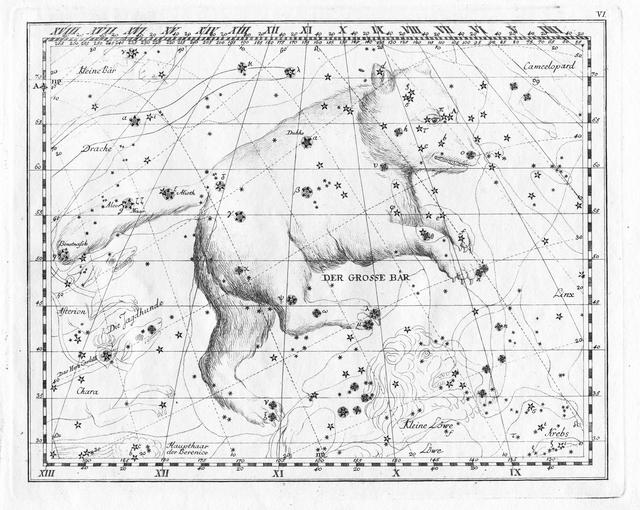
约翰·波得在1782年绘制的星图，图中显示的是大熊座

為了方便研究及觀測天上诸多恒星，人們把星空分為若干個區域，每一區就是一個星座。很难确切的说出人类是从何时开始有星座的概念的，这类天文知识远在有历史记载以前就被人们所领会。星座的名称则很可能来源于早期航海的水手。不同地域的文明中，星座的起源可能完全不同，但是随着各文明的扩张和相互影响，星座的文化也包含了融合的过程。

### 西方
公元前270年希腊诗人阿拉托斯写的《物象》中提到47个星座。从《物象》所记载的星区可得知，由于岁差的原因，书中所描述时期的南极点与现在的南极点并不一致，据此可以推断出书中所记录的是公元前2000年前的星空；同时星空记录的空白区域表明观察者应该在北纬35°到36°附近。因此有人认为将星空划分为星座的做法起源于美索不达米亚的巴比伦和苏美尔时期，希腊和埃及的星座有可能是从该地区传入的。
在《约伯记》里提到大熊、猎户等几个星座；公元前十二世纪尼布甲尼撒一世时代建造的土地界标石上刻有人马座、天蝎座和长蛇座的图案。古希腊诗人荷马和赫西奥德的著作中也提及了大熊、猎户和昴星团（当时昴星团被看作是一个独立的星座，而不是金牛座的一部分），而在同一时期的巴比伦已经用楔形文字记录了黄道十二星座。
到公元二世紀，托勒密在他的《天文学大成》中记录了48个星座中的1022颗恒星，这也是现代星座的原型。之后许多天文学家在托勒密星座的空档里填充新的星座；1603年巴耶、1690年赫维留、1752年拉卡伊先后在两个世纪内为南天的星座命了名。

### 中国

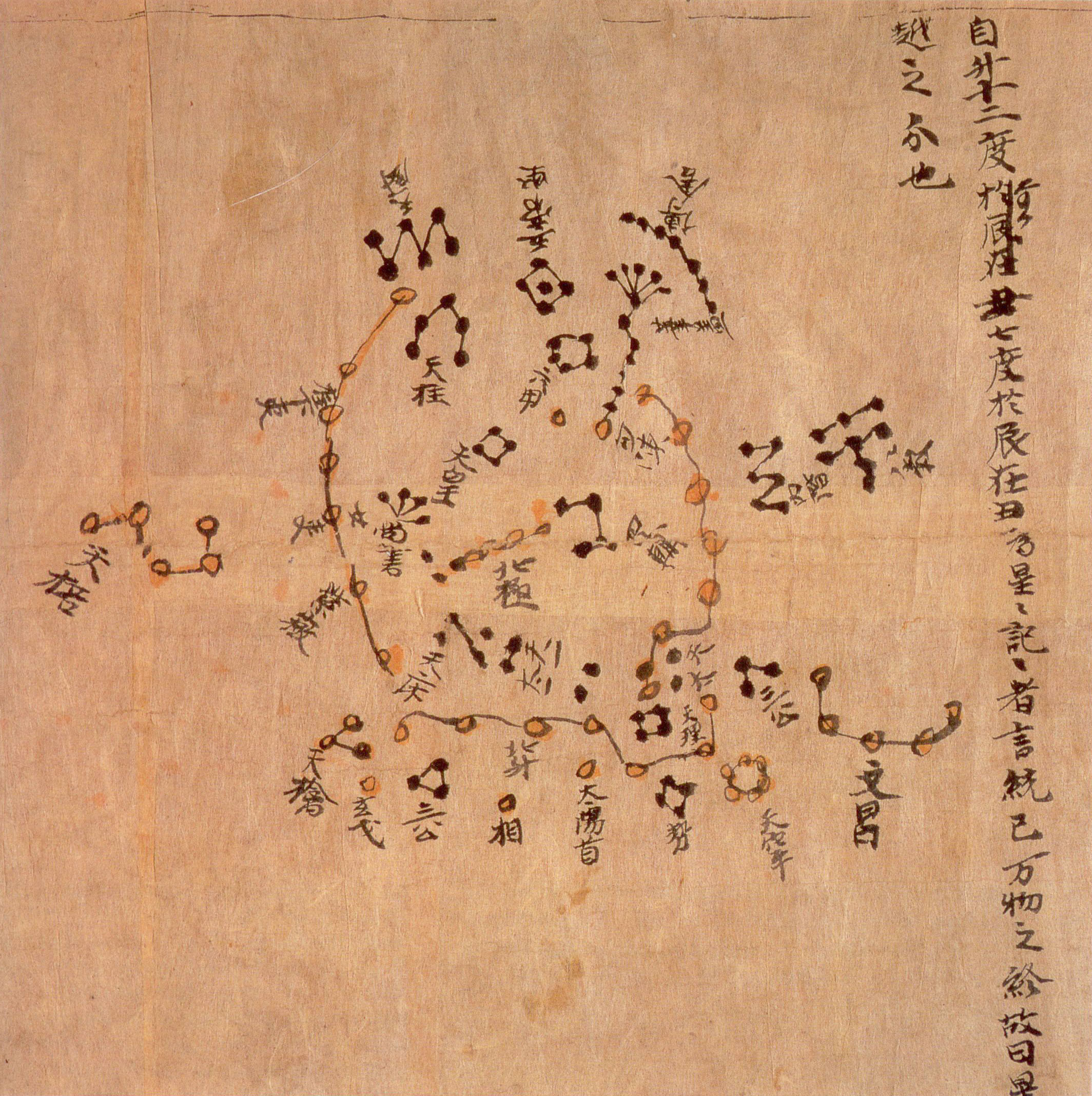
敦煌莫高窟的一幅唐代星图，现存于大英博物馆

古代中國以星官來劃分天空。最早记载星官的著作是司马迁的史记·天官书，其中录有91个星官共五百多颗恒星。到隋朝的《步天歌》中已记载星官283个，它们分别属于三垣或二十八宿之一。三垣是指環繞北極天空所分成的三個區域，分別是紫微垣、太微垣和天市垣，而在環黃道和天球赤道近旁一周分為四象，四象中又將每象細分成七個區域，合稱二十八宿。中国古代以太阴历纪年，由于月亮围绕地球自转一周约为每月廿八日，因此每天经过一区的称为“宿”或“舍”。到了明朝末期，由于西学东渐的影响，徐光启所编的《崇祯历书》参考欧洲天文学的数据增补了近南极星区的星官23个。
对星空划分为三垣、四象和二十八宿的先后顺序存在着不同意见。民国时期的天文学家高鲁在其所著的《星象统笺》里认为三垣出现最早，然后是四象，二十八宿出现最晚。曾任北京天文馆第一任馆长的天文学家陈遵妫则在其著作中认为四象出现较早，而后分为二十八宿，而三垣则最后，并指出三垣之名在隋朝《丹元子步天歌》才出现，三垣二十八宿的形制也是在此形成并沿用。
在周朝初期著作《周礼》中已能发现二十八宿部分宿名，在春秋战国时期已经完备了。有关二十八宿及四象的记载，最早见于《史记》。学术界对二十八宿的起源时间和地点有着诸多的分歧。传统认为，中国二十八宿体系的创立年代最早只能上溯到公元前八至前六世纪。1978年考古学家在湖北随州的战国曾侯乙墓的墓葬中，出土了绘有二十八宿图像的漆箱盖，这是迄今为止发现的最早的关于二十八宿的实物例证。
中国古代把北极附近的三垣定为中官，而二十八宿实际上是自四象细分出来的，二十八宿以南的星区则称为外官，即“中官+四象+外官”，这只是中国古代为数诸多的星区划分方法之一。除此之外也有把星区分为七个区域的“五兽+中官+外官”、分为11个区域的“九野+中官+外官”等多种方法，只不过“中官+四象”的划分方法流传较为广泛罢了。

### 印度
印度人的二十八宿（नक्षत्र，Nakshatra，意为“月站”）与中国的二十八宿极其类似，学者认为两者同出一源。俾俄、玛得那（Madler）、什雷该尔（Schlegel）、竺可桢、夏鼐、新城新藏等人主张二十八宿起源于中国；韦柏（Weber）、谌约翰、金最尔（Kinzel）、金史密（King Smill）和爱特金（Edkin）等人则提倡印度起源说。
与中国二十八宿划分不同的是，印度的二十八宿以织女替代了中国二十八宿中的牛宿，以河鼓（牛郎）替代了中国二十八宿中的女宿。二者的起始宿均为角宿（चित्रा，Chitrā），但之后印度二十八宿的起始宿更改为昴宿（कृत्तिका，Krittikā）。据印度古代经典记载，室、壁二宿也曾合为一宿而为二十七宿，或也有减去织女而凑成二十七宿的，这一点与中国一致。二十七宿的全部名称最早出现在《鹧鸪氏梵书》。

### 阿拉伯世界

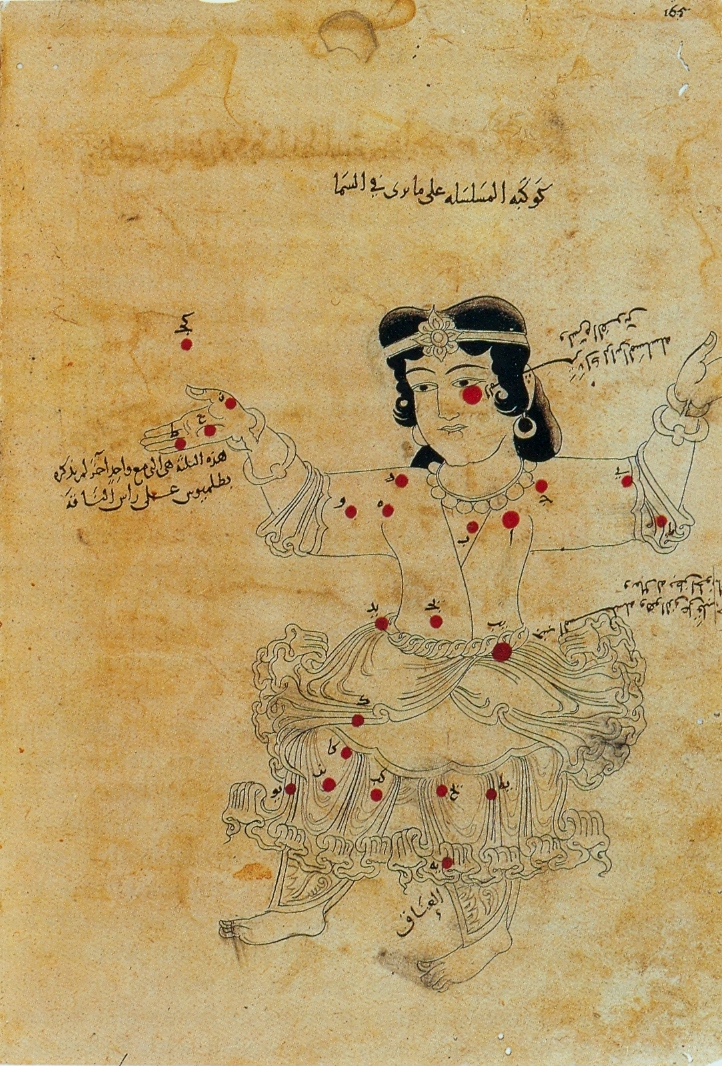
阿尔苏飞绘制的仙女座

公元9世纪以后，托勒密星座传到阿拉伯世界。托勒密的著作《天文学大成》被翻译为阿拉伯语，名为《至大论》。阿尔苏飞以该书为基础写出了被称为伊斯兰观测天文学的三大杰作之一的《恒星书》。如今全世界通用的星名中，多数名称都来源于阿拉伯语。

## 星座及天体的命名

### 古代星座的命名
因为古代文明之间相对隔绝，在不同文化裡，星星组成的图案被赋予了不尽相同的形象。例如北斗七星在古希腊被视作熊的尾巴；中国人则将它看作舀酒的器具斗；英国人认为它是耕田的犁；法国南部的人认为它是平底锅；庞尼印第安人认为它是担架上的病人；玛雅人认为那是七只金刚鹦鹉；印度人将它看作是七位智者；罗马人则看作是七头牛。
中国古代星官体系反映的是人间的社会体系，星官的名字来自帝王将相、宫廷庙宇、军营车骑、农耕狩猎等各个方面。这体现了中国古代文化的“天地对应”和“天人合一”的思想。
西方星座系统中星座的名字多数来源于希腊神话中的人物和動物，而对于在希腊本土看不到的近南极星区，约翰·拜耳用与大海及海中的生物相关的名词予以命名。之后法国天文学家尼可拉·路易·拉卡伊用科学装置和仪器的名称命名了13个亮星较少的星区（有一个例外“山案座”）。

### 现代星座的命名
现代星座常使用的88星座里包含14个人类形象、9种鸟类、2种昆虫、19种陆地动物、10种水生物，2个半人马怪物以及29种非生物；头发、巨蛇、龙、飞马、河流各一种（种数之和超过88是因为某些星座里不止一个形象）。
现代星座使用的正式名称使用的是拉丁文，其拼写固定，但是读音因人而异。在英文中也会用“拉丁文+英文”的昵称来表达星座，如南鱼座被称为“Piscis Austrinus the southern fish”。在1922年于罗马召开的第一届天文学联合会大会上，第三委员会提交了3字母星座缩写符号的决议（如“Psc”代表“Pisces”，即双鱼座），并获得了通过。

### 恆星的命名
在学术上并没有一套单一的恒星命名系统。较亮的恒星基本上是根據它們所處的星座，使用拜耳命名法或弗蘭斯蒂德恆星命名法來定名。如半人馬座α（拜耳命名法）、天鵝座61（弗蘭斯蒂德恆星命名法）。还有一些恒星使用变星的命名方式，如天琴座RR等。对于肉眼无法看见的恒星，一般不按照其所在的星座命名，除非它与较亮的恒星形成双星或联星系统。这些需要通过望远镜才能看到的恒星通常使用它们在特定的星表中的编号作为其名称。
一些明亮的恒星有源于拉丁、希腊或阿拉伯的俗名，如α Aql，在英语中一般称作“Altair”，而在中文里被称为“牛郎星”。实际上如果要按照星座来命名，这颗恒星应该称作“天鹰座α”（英文）或“河鼓二”（中文）。“天鹰座”和“河鼓”分别是它所在西方星座和中国星官。

### 深空天体的命名
虽然深空天体（星云、星团、星系）也随着天球一起转动，但是深空天体并不普遍以星座命名。它们一般在数字编号前加上M、NGC、IC等字母，分别代表梅西耶星表、星云星团新总表、索引星表。对于显著的深空天体有时会有更加通用的名称，如位于猎户座的M42往往叫做猎户星云；位于中国古代星宿昴宿的M45称为昴宿星团等。

## 星座的分类
绝大多数文明中所指的星座，都是指由亮星或一些较明显的深空天体组成的“亮星星座”，但是有些文明中也会通过天空中的暗区定义“暗云星座”。

### 亮星星座
现代八十八星座按照位置一般可以简单分为北天星座、黄道星座、南天星座；有时也会把赤道星座独立成为一类。通过积分找出每个星座的中心，并计算出该点的坐标。根据天球坐标系统，每点的位置包含了赤经及赤纬两个数。若中间点的赤纬为正數，即该点位于天球的北半球，用N表示，对应的星座即为北天星座；赤纬是负数的话，中间点位于南半球，用S表示，对应的星座即为南天星座。这些星座可以通过赤经进一步确定其所在的象限：把赤经分为24个小时，星座的中间点于0时至6时的话就属于Q1，6时至12时属于Q2，12时至18时属于Q3，18时至0时属于Q4。
有时也会使用按照不同区域的星座集合来划分，这些星座家族分别以集团中最重要的星座、黄道、神话区域、天上的水族和创造南天星座的天文学家约翰·拜耳、尼古拉斯·拉卡伊命名。总共有8个星座家族：大熊（10）、黄道（13）、英仙（9）、武仙（17）、猎户（5）、水族（9）、拜耳（11）和拉卡伊（15），括号中是所属家族中现代星座的数量。

### 暗雲星座

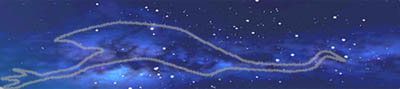
由暗雲定義的星座：天空上的"鴯鶓"。煤袋星雲形成了鴯鶓的頭，南十字座就在其前方，天蝎座位于其中央的左侧

當地球上的條件能讓銀河中心區的暗斑在地面上投影形成陰影時，一些文化中已經看清這些暗斑的形狀，并称之为"暗雲星座"，这不同于一般由亮星定义的星座。銀河中暗斑生動的輪廓在南半球比北半球更為顯著和易見。在印加文明中认为，銀河中的暗區或暗星雲如同動物一般，并用之于跟踪季节的更替。澳大利亚土著居民也有暗雲星座的描述，最有名的就是"天空中的鴯鶓"，它的頭就是由煤炭袋構成的；而在安第斯人的传说中，此暗斑则构成一只羊駝。

## 现代星座演变

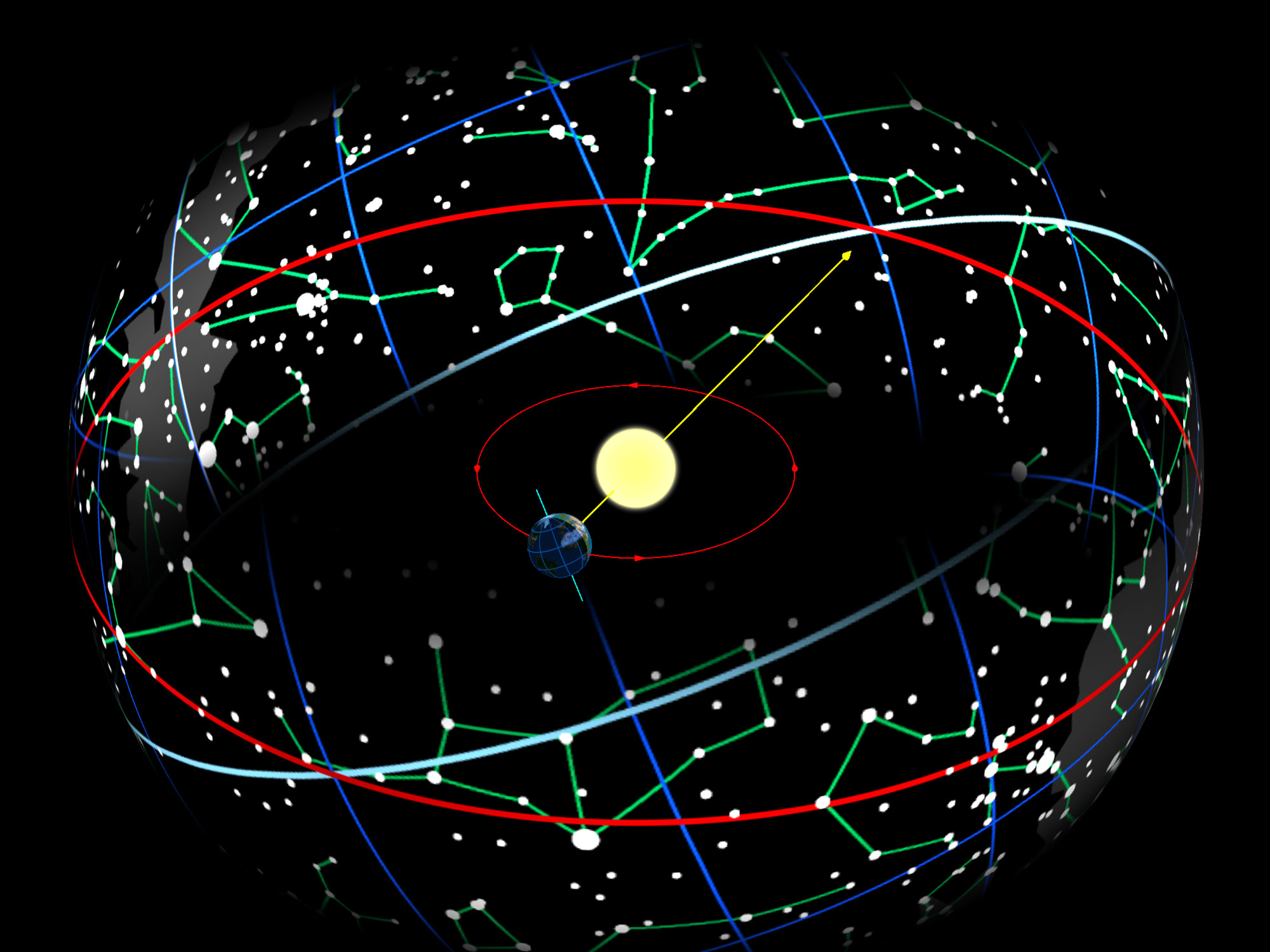
星座实际上是从地球上看到的恒星在天球上的投影

现代星座中的50个由托勒密星座演化而来，12个由约翰·拜耳在1603年命名，7个由约翰·赫维留在1690年命名，14个由尼古拉斯·拉卡伊在1763年命名。到公元1922年，国际天文学会决定将全天划分为88个星座，并成立了比利时天文学家尤金·德尔波特主导的第三委员会（IAU Commission 3）；1930年，国际天文学会正式定义了这些星座的边界。在这之后，任何恒星（除了太阳）、星云、星系都精确的属于某一个特定的星座。
在现代88星座中，最亮的星座为南十字座；可见恒星最多的星座是半人马座，6等以上星数为101颗；面积最大的星座是长蛇座，为1302.844平方度，占到了全天面积的3.158%；而面积最小的南十字座仅有68.447平方度。巨蛇座是唯一不连续的星座，它被蛇夫座分割为头、尾两部分。

### 托勒密星座
现在国际通用的星座是以公元2世纪托勒密的《天文学大成》所载的48星座为基础的，这48个星座被称为托勒密星座。除了南船座被拉卡伊分開為船底座、船尾座、船帆座以外，所有星座都保留在现代星座中。托勒密星座主要继承了公元前2世纪希腊天文学家喜帕恰斯所著的星表，其中还引用了公元前700年至公元前200年间巴比伦的观测记录。
托勒密星座包括以下48個星座。其中以浅蓝色标出的是十二個古典黃道星座；而蛇夫座是直到1930年才由國際天文聯會官方確認的黃道星座。

### 现代八十八星座
後來星座的數目不斷增加，主要是為填補托勒密星座間的空缺（因古希臘人認為明亮的星座間是有暗淡的空白地帶的），另一原因是當歐洲的探險家往南進發時，能夠看見一些以前看不到的星空，所以要加入新星座以填滿南面的天空。上述48个托勒密星座中删去了南船座，加上以下41個較新的星座就构成了现代的88星座：
- 韦斯普奇或科内利乌斯，16世纪初：南十字座 ·  南三角座
- Vopel，1536：后发座[註⁠ 8]
- 凯泽（英语：Pieter Dirkszoon Keyser）和豪特曼，1596： 天燕座 ·  蝘蜓座 ·  劍魚座 ·  天鹤座 ·  水蛇座 ·  印第安座 ·  苍蝇座 ·  孔雀座 ·  凤凰座 ·  杜鵑座 ·  飞鱼座
- 普朗修斯，1613： 鹿豹座 ·  天鸽座 ·  麒麟座
- Habrecht，1621： 网罟座[註⁠ 9]
- 赫维留，1683： 猎犬座 ·  蝎虎座 ·  小狮座 ·  天猫座 ·  盾牌座 ·  六分仪座 ·  狐狸座
- 拉卡伊，1763： 唧筒座 ·  雕具座 ·  船底座 ·  圆规座 ·  天炉座 ·  时钟座 ·  山案座 ·  显微镜座 ·  矩尺座 ·  南极座 ·  绘架座 ·  船尾座 ·  罗盘座 ·  玉夫座 ·  望远镜座 ·  船帆座

其中29個在地球赤道以北，46個在地球赤道以南，跨在地球赤道南北有13個。

### 不再使用的星座
有一些历史上使用过的星座不再被国际天文学联合会承认，最後沒有被採納成為正式的星座，較著名的一個為象限儀座（現為牧夫座的一部份，象限儀座流星雨以它命名）。但是由于它们曾经被长期使用，我们仍然可以在历史书或者古星图中看到它们。以下是这些星座的统计：
| 中文名称               | 英文名称                    | 意义               | 创立时期 | 创立者                       | 位置                                   |
| ---------------------- | --------------------------- | ------------------ | -------- | ---------------------------- | -------------------------------------- |
| 鳗鱼座                 | Anguilla                    | 鳗鱼               | 1754     | 约翰·希尔                    |                                        |
| 安提诺座               | Antinous                    | 安提诺乌斯         | 132      | 罗马皇帝哈德良               | 盾牌座的一部分                         |
| 蜜蜂座                 | Apis                        | 蜜蜂               | 1598     | 普朗修斯                     | 苍蝇座                                 |
| 蜘蛛座                 | Aranea                      | 长腿蜘蛛           | 1754     | 约翰·希尔                    |                                        |
| 南船座                 | Argo Navis                  | 神话中的阿尔戈号船 | 古希腊   | 托勒密                       | 船底座、船尾座、罗盘座、船帆座         |
| 蟇蛙座                 | Bufo                        | 蟾蜍               | 1754     | 约翰·希尔                    |                                        |
| 小蟹座                 | Cancer Minor                | 小螃蟹             | 1613     | 普朗修斯                     | 双子座的一部分                         |
| 地狱犬座               | Cerberus                    | 地狱犬刻耳柏洛斯   | 1690     | 约翰·赫维留                  | 武仙座的一部分                         |
| 彗星猎人座             | Custos Messium              | 天界守护者         | 1775     | 熱羅姆·拉朗德                | 仙后座与仙王座之间                     |
| 齿贝座                 | Dentalium                   | 齿贝               | 1754     | 约翰·希尔                    |                                        |
| 猫座                   | Felis                       | 猫                 | 1799     | 熱羅姆·拉朗德                | 唧筒座与长蛇座之间                     |
| 腓特烈荣誉座           | Frederici Honores           | 腓特烈二世的荣誉   | 1787     | 约翰·波得                    | 蝎虎座的一部分                         |
| 公鸡座                 | Gallus                      | 公鸡               | 1613     | 普朗修斯                     | 船尾座的一部分                         |
| 轻气球座               | Globus Aerostaticus         | 热气球             | 1798     | 熱羅姆·拉朗德                | 显微镜座附近，为原摩羯座的一部分       |
| 牡蛎座                 | Gryphites                   | 卷嘴蛎             | 1754     | 约翰·希尔                    |                                        |
| 海马座                 | Hippocampus                 | 海马               | 1754     | 约翰·希尔                    |                                        |
| 蛭座                   | Hirudo                      | 水蛭               | 1754     | 约翰·希尔                    |                                        |
| 约旦河座               | Jordanus                    | 约旦河             | 1613     | 普朗修斯                     | 猎犬座、小狮座、天猫座、鹿豹座的一部分 |
| 测定索座               | Lochium Funis               | 记程绳             | 1801     | 约翰·波得                    | 即罗盘座                               |
| 百合花座               | Lilium                      | 百合花             | 1679     | 阿古斯丁·洛瓦伊、P. Anthelme |                                        |
| 蛞蝓座                 | Limax                       | 蛞蝓               | 1754     | 约翰·希尔                    |                                        |
| 蚯蚓座                 | Lumbricus                   | 蚯蚓               | 1754     | 约翰·希尔                    |                                        |
| 电气机械座             | Machina Electrica           | 发电机             | 1800     | 约翰·波得                    | 鲸鱼座南边                             |
| 船桅座                 | Malus                       | 船桅               | 1844     | 约翰·赫歇尔                  | 即罗盘座                               |
| 穿山甲座               | Manis                       | 穿山甲             | 1754     | 约翰·希尔                    |                                        |
| 麦拉鲁斯山座           | Mons Maenalus               | 麦拉鲁斯山         | 1690     | 约翰·赫维留                  | 牧夫座的脚部                           |
| 北蝇座                 | Musca Borealis              | 北部的苍蝇         | 1690     | 约翰·赫维留                  | 白羊座的背上                           |
| 猫头鹰座               | Noctua                      | 猫头鹰             | 1776     | 皮埃尔·夏尔·勒莫尼耶         | 长蛇座和天秤座的一部分                 |
| 印刷室座               | Officina Typographica       | 印刷厂             | 18世纪末 | 约翰·波得                    | 大犬座附近                             |
| 冒贝座                 | Patella                     | 冒贝               | 1754     | 约翰·希尔                    |                                        |
| 火烈鸟座               | Phoenicopterus              | 火烈鸟             | 1603     |                              | 即天鹤座，为原南鱼座的一部分           |
| 贻贝座                 | Pinna Marina                | 贻贝               | 1754     | 约翰·希尔                    |                                        |
| 持棒卫士座             | Polophylax                  | 南极守护者         | 1592     | 普朗修斯                     |                                        |
| 乔治国王竖琴座         | Psalterium Georgii          | 乔治三世的竖琴     | 1789     | 马克西米利安·赫尔            | 金牛座、波江座、鲸鱼座的一部分         |
| 象限仪座               | Quadrans Muralis            | 象限仪             | 1795     | 熱羅姆·拉朗德                | 牧夫座北部                             |
| 苹果树座               | Ramus Pomifer               | 苹果树             | 1690     | 约翰·赫维留                  |                                        |
| 查尔斯橡树座           | Robur Carolinum             | 查理二世的橡树     | 1679     | 爱德蒙·哈雷                  | 船尾座和南十字座之间                   |
| 独角仙座               | Scarabeaus                  | 独角仙             | 1754     | 约翰·希尔                    |                                        |
| 勃兰登王笏座           | Sceptrum Brandenburgicum    | 勃兰登堡的权杖     | 1688     | Gottfried Kirch              | 天兔座和波江座的一部分                 |
| 正义王笏座             | Sceptrum et Manus Iustitiae | 正义的权杖         | 1679     | 阿古斯丁·洛瓦伊              | 蝎虎座附近                             |
| 日晷座                 | Solarium                    | 日晷               |          |                              | 剑鱼座、水蛇座与时钟座之间             |
| 驯鹿座                 | Tarandus vel Rangifer       | 驯鹿               | 1736     | 皮埃尔·夏尔·勒莫尼耶         | 仙后座北边                             |
| 波尼亚托夫斯基的金牛座 | Taurus Poniatovii           | 波尼亚托夫斯基的牛 | 1777     | 马辛·波科佐布特              | 蛇夫座一部分                           |
| 反射望远镜座           | Telescopium Herschelii      | 赫歇尔的望远镜     | 1789     | 马克西米利安·赫尔            | 御夫座一部分                           |
| 乌龟座                 | Testudo                     | 乌龟               | 1754     | 约翰·希尔                    | 双鱼座和鲸鱼座之间                     |
| 底格里斯河座           | River Tigris                | 底格里斯河座       | 1613     | 普朗修斯                     | 蛇夫座和飞马座之间                     |
| 小三角座               | Triangulum Minor            | 小三角形           | 1690     | 约翰·赫维留                  | 三角座和白羊座之间                     |
| 画眉座                 | Turdus Solitarius           | 孤独的画眉         | 1776     | 皮埃尔·夏尔·勒莫尼耶         | 长蛇座尾部                             |
| 瞻星鱼座               | Uranoscopus                 | 瞻星鱼             | 1754     | 约翰·希尔                    |                                        |
| 雀蜂座                 | Vespa                       | 黄蜂               | 1624     | 雅各布·巴尔秋斯              | 白羊座的一部分                         |

## 星座的运动和识别

### 星座的运动

北斗七星是大熊座的主要部分，其中间五颗恒星位于大熊座移动星群，而首尾两颗不属于该星群的恒星则向着不同的方向移动。图中显示的是公元前15000年-公元15000年之间该星区的变化。使用3D眼镜（红/绿 或 红/蓝）可以看到更好的效果

星座看起来随着天球运动是由于地球自身的运动引起的，其中对星空变化较为显著的乃地球的自转和公转。由于地球自转，星空背景每天绕天轴转动一圈；星空也随着季节的变化而缓慢变化，经过一年之后，星空与一年之前的星空几乎一致。地球自转的旋转轴还有一个称作进动的长周期运动，其周期大约为25,765年。这种运动引起北极点在恒星背景中的周期性漂移，这在天文学上称为岁差。在短时期内对星座的粗略观测可以忽略这种运动。
恒星都在做着高速移动。恒星的运动都可以分解为两者连线方向的径向速度和与之垂直的自行，其中自行会改变恒星在星空中的视位置。由于恒星距离地球太远，一般可以认为恒星在天穹上的位置是固定的。
由于太阳和行星相对于地球的视位置与天球上的背景恒星的位置不固定，它们周期性的穿越黄道上的十三个星座。在占星術上，往往会以“水星位于天蝎座”的方式描述。但是占星術上的黄道只有十二星座，并且是均分的。

### 星座的识别

拱极星座绕着北天极旋转。其中的大熊座的北斗七星和仙后座是北半球识别星空的重要标志

星座在很久以前就被水手、旅行者当作识别方向的重要标志。随着科技的发展，星座用于方向识别的作用逐渐减弱，但是航天器还是通过识别亮星来确定自身的位置和航向。对于星空爱好者来说，星座的识别往往是对于亮星的识别。
在北半球，小熊座的北极星是在星空确定方向最重要的依据。从天球坐标系可以看出，北极星的高度是与当地的纬度一致的。但实际上由于北极星并不明亮，人们通常使用北斗七星来寻找北极星，从而确定方向。把北斗的勺柄（β到α）延长5倍处便能找到北极星。在精度要求不高的情况下，可以认为北极星所在的方向即北方。在北半球低纬度地区，北斗星会落入地平线以下，此时可以根据与北斗七星相对的、呈“M”（或“W”）状的仙后座来确定北极星的位置。
一旦识别出北极星和其他任何一颗恒星，整个星空就完全可以通过恒星的相对位置来识别。为了便于记忆，人们通常通过北斗七星延长的斗柄来寻找牧夫座的大角（牧夫座α）、室女座的角宿一（室女座α）。在不同的季节，也可以通过其他星空中显著的特征定位，如冬季可以通过的明亮的猎户座轻而易举地找到双子座、大犬座、小犬座、金牛座、御夫座，甚至狮子座；秋季时可以通过飞马座的秋季四边形从而找到仙女座、英仙座、南鱼座等；而夏季大三角则是夏天星空中最容易找到的特征，此时可以找到天鹅座、天琴座、天鹰座、人马座、天蝎座、天龙座等。
南天极附近的星座则比较零散，分布着很多面积较小的星座，亮星也很少，很多区域甚至没有较亮的星，认识起来相对困难一些。另外南天极也没有像北极星那样的指示星，因此南天极常常靠南十字座的十字架一（南十字座γ）和十字架二（南十字座α）延长约4.5倍来确定。同时半人马座的南门二（半人马座α）和马腹一（半人马座β）、船底座的老人星（船底座α）、波江座的水委一（波江座α）都是识别南半球星座的重要依据。

## 星座文化和艺术

### 星图

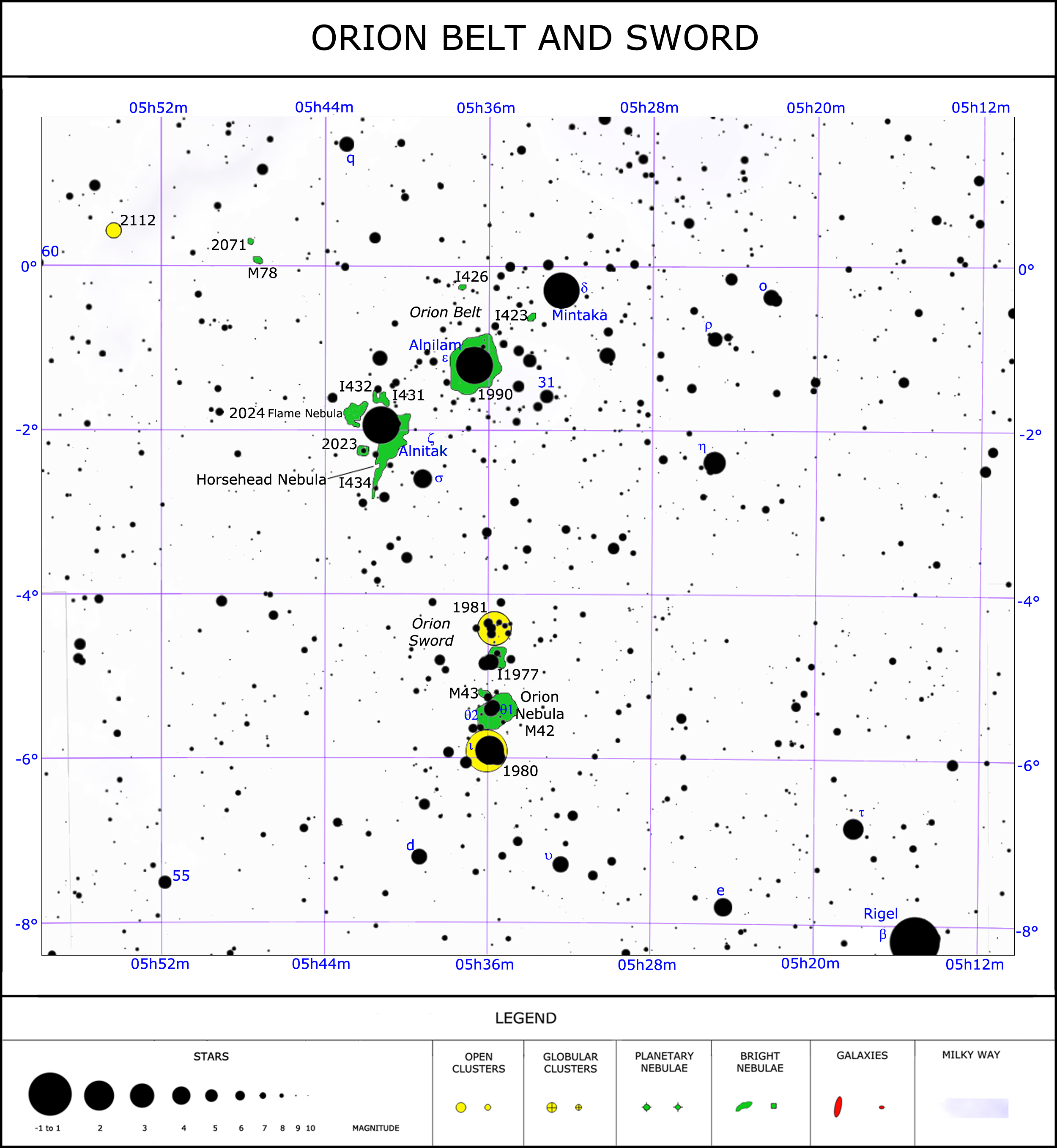
猎户座星区的星图。从图例中可以看出，恒星越亮，用以表示的黑圈也越大

将恒星或其他天体在天球上的视位置投影成平面便形成星图，通过星图可以标识出它们的方位、亮度和形态等信息。一般来说，现代星图都会注明出赤经、赤纬、黄道等参考线，以及所使用的历元。星图中往往会把星座界限绘制出来，并辅以简单的星座连线或形象。

### 天文学星座与占星術星座
西洋占星術的黄道十二星宮，就是一種使用“星座”標訂位置，從地球與太陽相對位置變化，觀察太陽系星體運行而產生的相互影響，來占卜或統計判斷人類命運和性格如何受其影響的研究。
雖然天文學上的十三個黃道星座有相對于中氣春分點（或太陽）的歲差問題，現在的天文學星座与西洋占星術起源時期（新巴比伦王朝的創建，626 B.C.）相比已經有約36.85°的歲差，可以推論12星座區分的定義是更早而來，因此西洋占星術所使用的等分星宮就沒有歲差問題，是以中氣春分點上來設定第一宮白羊宫的起點。西洋占星術通常分为僞恒星年派和中氣春分年派两支，但僞恆星年派只不過是基於中氣年派的每個等分時間點再加上25.5日，與真正的恆星年或恆星時毫無關係。

## 註解
1. ↑  “参”和“商”参与商是中国古代的星宿名。参星位于猎户座，商星位于天蝎座。两者在天空中彼此相对，此出彼没，不得相见。形容人生聚散无常。
2. ↑  现代天文学的研究，并非一定要划分星座。只不过以“天鹅座X-1”，“猎户旋臂”等表示，比较容易掌握天体的概略位置，因此，星座还有存在的价值。更重要的是，星座具有吸引人类梦想畅游游宇宙的魅力，让男女老幼都对满天的星星，产生无限的好奇和遐想。[參⁠ 2]
3. ↑  44个托勒密星座、昴宿星团、毕星团，以及现在作为宝瓶座一部分的“水座”。[參⁠ 7]
4. ↑  根据路易斯安娜州立大学的分析认为《物象》所描述的星空对应的时间接近公元前1130年。[參⁠ 7]
5. ↑  《吕氏春秋·有始》：天有九野，地有九州。……中央曰钧天，东方曰苍天，东北曰变天，北方曰玄天，西北曰幽天，西方曰颢天，西南曰朱天，南方曰炎天，东南曰阳天。
6. ↑  注意，拱极星座的概念是指在特定的地点永远不会落下地平线的星座。并没有任何一个星座一定属于拱极星座，比如在赤道上，任何星座都不是拱极星座。
7. ↑  除天文學上使用十三星座以外，諸如西洋占星術等僞科學仍然在使用古典十二星座。
8. ↑  这个星群最早被视为狮子座的尾巴，希腊天文学家卡农（Conon of Samos）在公元前243年为了安慰托勒密三世的皇后贝勒尼基二世，将这个星群称为"贝蕾妮珂的头发（the hair of Queen Berenice of Egypt）"，1536年，德国数学家及制图师Caspar Vopel首次把后发座（Berenices Crinis）当作一个独立的星座。1602年，第谷把后发座记录其编制的星表当中并广为采用，国际天文联合会也认可后发座是一个星座。[參⁠ 38]
9. ↑  该星座由Habrecht创立时称作Rhombus[參⁠ 39]（菱形座），之后拉卡伊在好望角期间，为了纪念在目镜中加上的精密观测用的网（即十字丝），将其命名为le Réticule Rhomboide。1763年由拉卡伊将其名称拉丁化，更名为现名Reticulum（网罟座），收录在其与J. D. Maraldi合著的星图Coelum australe stelliferum中。
10. ↑  1603年德国业余天文学家巴耶把它命名为蜜蜂座，法国天文学家拉卡伊在1763年时改为了南蝇座，后来由于北蝇座被取消了，因此更名为苍蝇座。
11. ↑  又称“枭座”，最初被描绘为“印尼和菲律宾的一种鸟（bird of the Indies and the Philippines）”；后在1806年被英国科学家托马斯·杨更名为反舌鸟座（Mocking Bird）；1822年英国业余天文学家Alexander Jamieson把它更名为猫头鹰座（Noctua）。[參⁠ 41]
12. ↑  又称“四分仪座”。
13. ↑  1688年由普鲁士皇家天文学家Gottfried Kirch创立，象征普鲁士的统治者勃兰登家族使用的权杖。
14. ↑  又称“王笏座”、“权杖座”，1679年由法国天文学家Augustin Royer创立，以表达对法国国王路易十四的尊敬。
15. ↑  又称“日时计座”。
16. ↑  即使自行最大的巴纳德星，每年也不过在天球上移动10.31角秒，这相当于近200年才可以在天球上移动一个月亮直径的距离。[參⁠ 42]
17. ↑  北纬40°以下的地区，约为北京或希腊以南的地区。
18. ↑  注意不要与船底座ε、ι和船帆座的δ、κ组成的假十字混淆。
19. ↑  西洋占星術的黄道十二星宮实际上是十二個等分中氣的間隔，用來標訂位置，與星座設定的發想有關，但與真實星座位置有歲差移動變化。天文學上使用十三星座，但標定節氣曆法與西洋占星術等人文科學仍使用十二星宮。
20. ↑  岁差的周期性常量約為 25,772 年，每年当太阳返回中氣春分點时，它相对于背后群星的位置将西移约 50.3 弧秒，即约 71.6 年偏移 1°。在二十八世紀，太陽相對于實際的星座將再偏移9.6°，從而退出双鱼座，進入寶瓶座的經度。
21. ↑  星宮就是西洋占星術中相鄰的兩個等分中氣點之間的範圍，與星座命名即由此而來。
22. ↑   註:

## 外部連結
星座及其天体的概览
- 国际天文学联合会：星座 （页面存档备份，存于），包括88星座边界和高质量的星表
- 星座及其主星專名一覽 （页面存档备份，存于）
- Star Tales （页面存档备份，存于），星座的起源和神话（Ian Ridpath）
- Arabic Star Names （页面存档备份，存于），来源于阿拉伯语的恒星名称
- A Collection of Some Common Names for Deep Sky Objects （页面存档备份，存于），常见深空天体的通用名

观测和识别
- Stellarium （页面存档备份，存于），实时天文渲染程序虚拟天文馆
- Cartes du Ciel （页面存档备份，存于），天象软件
- Neave天文馆 （页面存档备份，存于），模拟恒星和行星运动的网页程序
- 牧夫天文论坛：88星座的识别 （页面存档备份，存于）